# Bandierine
Bandierine è il quarto album del cantautore italiano Renzo Zenobi, pubblicato dall'etichetta discografica RCA nel 1978.

## Descrizione
I brani sono interamente composti dall'interprete, mentre gli arrangiamenti sono curati da Ennio Morricone - che dirige anche l'orchestra - eccetto E ancora le dirai ti voglio bene di cui gli arrangiamenti sono a cura di Claudio Baglioni. All'incisione partecipa il gruppo de I Cantori Moderni di Alessandroni.
Dal disco viene tratto il singolo Una sera d'estate/Buon appetito.

## Tracce
Lato A
Testi e musiche di Renzo Zenobi.
1. E ancora le dirai ti voglio bene – 4:58
2. Stanno tutti dormendo – 2:32
3. Per i tuoi sempre e i nostri mai – 4:25
4. Una pioggia di affetto – 2:58

Durata totale: 14:53
Lato B
Testi e musiche di Renzo Zenobi.
1. Una sera d'estate – 4:48
2. Buon appetito – 3:38
3. Mari calmi – 3:18
4. Il matrimonio di Mascarpone – 3:42

Durata totale: 15:26